# 111 a. C.
El año 111 a. C. fue un año del calendario romano prejuliano. En el Imperio romano, fue conocido como el año 643 Ab Urbe condita.

## Acontecimientos
- Publio Cornelio Escipión Nasica Serapión y Lucio Calpurnio Bestia, son cónsules de Roma
- Hispania Ulterior: Servio Sulpicio Galba, pretor.[1]